# Dominicanisch-osttimoresische Beziehungen
Die dominicanisch-osttimoresischen Beziehungen beschreiben das zwischenstaatliche Verhältnis von Dominica und Osttimor.

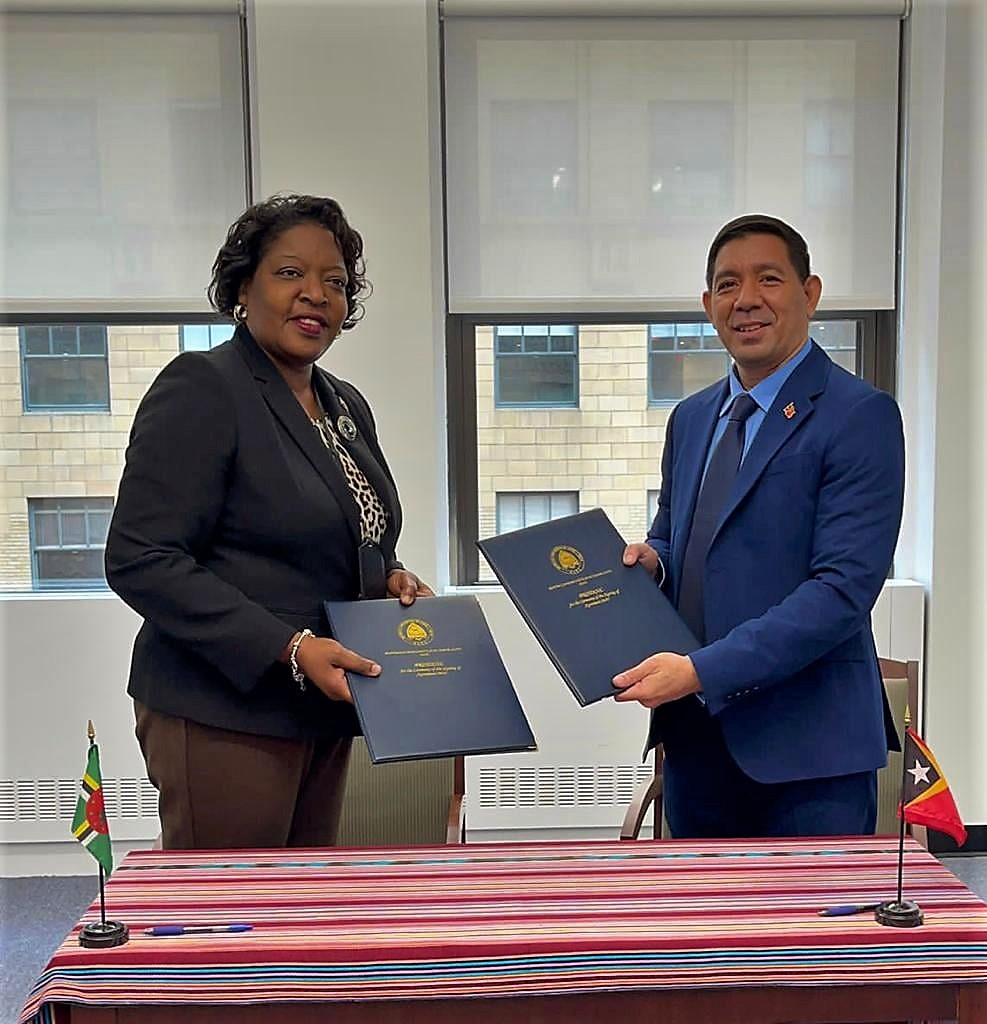
Loreen Ruth Bannis-Roberts und Karlito Nunes (2021)

Die Kontakte zwischen Dominica und Osttimor waren bisher spärlich. Am 15. November 2021 unterzeichneten Karlito Nunes, der Ständige Vertreter Osttimors bei den Vereinten Nationen in New York, und die Ständige Vertreterin Dominicas Loreen Ruth Bannis-Roberts ein gemeinsames Kommuniqué mit der Aufnahme der diplomatischen Beziehungen und dem Ziel, die bilateralen Beziehungen zwischen den beiden Inselstaaten zu stärken. Beide Länder bauen Kaffee, Kokosnüsse und Bananen an und verfügen über ein großes Potenzial im Tourismussektor, mit Stränden, Wäldern und Bergen.
Weder hat Dominica eine Botschaft in Osttimor, noch Osttimor eine diplomatische Vertretung in Dominica. Für 2018 gibt das Statistische Amt Osttimors keine Handelsbeziehungen zwischen Dominica und Osttimor an.